# K.R.H. Sonderborg
K.R.H. Sonderborg, né Kurt Rudolf Hoffmann le 5 avril 1923 à Sønderborg (sur l'île d’Als au Danemark) et mort le 18 février 2008 à Hambourg (Allemagne), est un peintre, graveur, dessinateur et musicien contemporain danois œuvrant aussi dans le domaine des nouveaux médias (en).
Il est l'un des peintres les plus importants du mouvement artistique informel. Il a adopté son nom de scène en fonction de son lieu de naissance.